# Peenemünde
Peenemünde (pronunția germană: [pe ː nəmʏndə], în traducere însemnând „gura [râului] Peene”) este o comună din landul Mecklenburg-Pomerania Inferioară, Germania. Comuna, având și un mic port, este situată în extremitatea nord-vestică a insulei Usedom, o insulă nisipoasă, de formă alungită, la marea Baltică, pe coasta germană.

## Poligonul Peenemünde
În 1936 și apoi în 1943, Germania a instalat la Peenemünde, „Centrul de Cercetări al Armatei”, unde în anul 1937 erau peste 80 de cercetători printre care Walther Dörnberger, Georg von Tiesenhausen și Wernher von Braun. Oamenii de știință național-socialiști, care au lucrat la acest proiect, erau cunoscuți sub numele de, ”Peenemünders”.
În cel de-al Doilea Război Mondial, întreaga zonă a fost puternic implicată în producția rachetelor naziste Aggregat, V-1 și V-2, până în momentul în care producția acestora a fost strămutată cu totul la Nordhausen. Docurile portului au fost folosite de navele germane care recuperau resturile rachetelor testate deasupra mării Baltice.
La Peenemünde se afla o forță de muncă de 15 000 de persoane, alcătuită în cea mai mare parte din deținuți ai lagărelor de concentrare și prizonieri de război, ce lucrau la fabricarea rachetelor. Aici a fost cea mai mare fabrică pentru producerea de oxigen lichid și un tunel aerodinamic extrem de modern putându-se simula viteze de până la 10 Mach. 
Aliații au bombardat baza de la Peenemünde în noaptea de 17 - 18 august 1943 cu 596 de bombardiere. În data de 25 august a urmat un alt raid al bombardierelor aliate. Întreaga insulă a fost capturată de Aliați pe 5 mai 1945. Pentru a proteja documentația existentă, 14 tone de documente au fost ascunse în minele din munți, care va fi predată mai târziu, serviciilor secrete americane.
După război, portul a fost bază navală sovietică până în anul 1952, an în care a fost retrocedat forțelor armate ale Germaniei de Est. La început, facilitățile portuare au fost utilizate de Paza de Coastă est-germană, altele noi fiind construite ulterior; la data de 1 Decembrie 1956, aici a fost stabilit cartierul general al Pazei de Coastă a Germaniei de Est.
În anul 1992, în Peenemünde a fost deschis un muzeu al istoriei tehnicii naziste din cea de-a doua conflagrație mondială, chiar în fosta cameră de control a vechiului buncăr militar industrial, iar printre exponate se găsesc și celebrele rachete V-1 și V-2. Instalația de gaz pentru producerea de oxigen lichid se află încă în ruine, la intrarea în localitate.